# 天下り
天下り（あまくだり）は次の二つの用法がある。本項目では後者について解説する。
1. 神が天界から地上に下ること（天孫降臨など）。「天降る」とも表記される。
2. 退職した公務員が出身官庁が所管する外郭団体、関連する民間企業などで最終到達ポストに応じた地位に就くこと。民間企業の上位幹部が子会社の要職に就く際にも使われる場合がある。

## 概要
東アジアやヨーロッパでは中途退職した官僚が、関連する特殊法人（に類似する団体）や民間団体のポストにつき、業界のロビー活動に関わっている。
一般的に政党政治が始まると、与党が交代する度に対立政党に与する官僚の首切り合戦になり行政が安定しない、官僚は自らのポストが本質的に不安定であると自覚し在任期間中に収入を確保しよう行動するため職権を濫用する、政治家は上級官僚に親族や知人などを政治任用し行政の私物化が横行する、という問題が生じた。
このため欧州を中心に公務員の身分保障という考えが生まれることとなる。公務員の身分を保証するが、行政組織がその性質上ピラミッド構造でなくてはならず、かつ一般に国家組織は永続する前提であるため、毎年新規採用が必用となれば上級公務員が「自主退職」するシステムは必須であり、多くの国で天下り問題は発生する。

## 日本

### 概要
キャリア官僚
キャリア官僚の天下り先は、出身官庁が所管する外郭団体、関連する民間企業や独立行政法人・国立大学法人・特殊法人・公社・公団・団体などである。ただし、中央省庁の斡旋・仲介がある場合のみを含めるとする意見と、斡旋・仲介などの手法に関係なく、特定企業・団体に一定の地位で迎えられる場合全てを含むとする意見がある。また官民問わず斡旋による再就職が「天下り」と批判されることもある。
主な原因の一つとして指摘されているのがキャリア官僚を中心に行われている早期勧奨退職慣行である。世代ごとの出世競争決着ごとに同期の官僚を退職してもらって、若い官僚に回るようにピラミッド型の組織を新体制にするために行われる。
国家公務員I種試験を経て幹部候補生として採用されたキャリア官僚は、程度の差こそあれ、同期入省者はほぼ横並びに昇進していく。その過程で上位ポストに就くことができなかった者は職が与えられず、退職する以外に選択肢は無くなってしまう。事務方のトップである事務次官は1名であるから、同期入省者か後年入省者から事務次官（または次官級ポスト）が出るまでに、その他の同期キャリア官僚は総て退職することになる。1985年の60歳定年制の導入前後でこの実態に変化はない。この退職者たちは、省庁による斡旋を受け、それぞれ退職時の地位に応じた地位・待遇のポストに再就職する。一般にこの早期勧奨退職慣行が「天下り」と呼ばれている。国家公務員I種試験に合格する学力エリートであるキャリア官僚らからすれば、キャリア官僚になるほうが圧倒的に難しいのに、同じ大学を卒業した同級生らが民間の大手企業で圧倒的に良い給与・昇給であることに対して、ピラミッド内での出世や天下りで後払いされるということで現役時代の同窓との待遇差に納得していた。
天下り先は大臣官房が原則として決定することからわかるように、天下り先のポストは省庁の人事システムに完全に組み込まれており、関連法人の一定のポストは事実上主管省庁の縄張りとみなされている。天下りには後述するように様々な問題が指摘され、国民からの反発も非常に強いものがあるが、天下りの規制は、以前からの官僚のインセンティブを失わせており、今後の中央官庁に優秀な人材を確保する必要があるならば、別のキャリアパスの用意が必要であり、天下りを批判するだけで終わる問題ではないという意見もある。
自衛隊
自衛隊の制服組においても幹部自衛官が昇進できるポストには限りがあるため、上級・同列相当ポストの椅子に座れなかった者は定年前に退官するしかない。そのため、個人都合でなく部隊側の都合として早期退職して貰う代わり退職金に勧奨退職手当が加算支給される。さらに再就職先として装備品を納入する業者など防衛産業に関係する企業を紹介する慣行が「天下り」と呼ばれている。
地方公共団体
地方公共団体においても、幹部職員が退職後に関連団体や出資法人における高位の職に就くことがあり、これも「天下り」と言われる。また、日本の民間企業でも、人事異動や企業買収にともなって似たような人事斡旋が行われることがある。その為、日本企業には必要以上に役職が多く、これが日本企業の生産性を下げていると終身雇用制度と共に批判されることもある。リストラの項も参照。

### 天下りの問題
単に退職者が所管団体や関連企業等に再就職する点に問題はないが、以下のようなことが問題として指摘されている。
- 天下り先となる企業への優遇税制の施行（主に財務省官僚による）
- 天下り先となる企業への優遇税制（減税）のしわ寄せで他の税が増税される（消費税など）

- 官民の癒着、利権の温床化
- 人材の仲介・斡旋について、中央省庁の権限の恣意的な使用
- 公社・公団の退職・再就職者に対する退職金の重複支払い
- 実質的な終身雇用による官僚の成長意欲の低下、及び責任転嫁体質の定着
- 幹部になりづらくなることによる生抜き職員のモチベーションの低下
- 役職の水増しに伴う産業全体の生産性低下と生抜き職員に対する待遇へのしわ寄せ
- 天下りポストを確保することが目的になり、そのことによる税金の無駄遣いの拡大
- 公益法人の場合、認可の見返りの天下りによって、公益性を損なう[5]

経済学者の野口旭、田中秀臣は「『天下り』の経済学的本質は、『賄賂』と同じである」と指摘している。
一方で民間企業の側からも、官庁の人脈作りや情報収集、退職した官僚の持つ技術や見識など、人材を迎え入れるニーズがあることも指摘されている（後述）。

#### 隠れ天下り
2009年11月17日、厚生労働省所管などの独立行政法人が中央官庁の天下りOBを嘱託職員として高給で雇用していた事実が発覚。マスコミはこれを「隠れ天下り」と表現した。役員雇用でないので、情報公開義務などの天下り規制には引っかからないとしていたが、「天下り隠し」との批判が相次いだ。総務省が公表した、年収1000万円以上の嘱託職員の調査結果によると、厚生労働省関連4独法で計8人と最も多かった。肩書きは「参事」や「参与」などがついていた。
嘱託以外にも天下りの抜け道は様々あると指摘されており、将来の天下りが確定している「出向」や、「非常勤」と言う名の雇用があるとし、今回の隠れに対して規制を掛けても後からまた違う手口が出てくることは必至とされた。
総務省が同年12月25日に公表したデータに、全独立行政法人98中、5省所管の12法人で、年収1000万円以上の嘱託採用OBが24人存在することが同年12月26日の日刊ゲンダイで報道され、さらに「対象者のプライバシー」を理由に伏せられていた氏名も日刊ゲンダイの取材・調査により判明した。肩書きは「有期技術員」や「審議役」、「特別顧問」などがあった。

#### 渡り
天下りの一種であるが、一旦天下った官僚OBが助成金や業務委託などで深いつながりのある民間会社や公益法人各社各団体を渡り歩くこと。再就職と退職の度に退職金が発生する。例として産経新聞2009年2月4日付け記事で報じられた農水省OBは、6団体を渡り、3億2000万円を手に入れたという。

#### 社外取締役
社外取締役の義務化によりポストが増加することから、財務、経産、外務、法務・検察のOBが大手企業の社外取締役が新たな天下り先として注目されている。これは「仕事は少なく」「実入りは多く」「責任は限定的」（損害賠償などの免責範囲が広い）なことが背景にある。

#### 公設民営大学
国（中央省庁）が設置した公設民営大学（自治医科大学、放送大学、日本社会事業大学、産業医科大学、沖縄科学技術大学院大学）は運営は学校法人が行っているが、国有地や国が取得した土地を使い、国費が投入されていることから、所管する省庁から職員が出向しているほか、学長や理事などにOBが天下っている。また放送大学教育振興会などの関連団体も官僚の天下り先となっている。

### 天下りの実態と対応
2004年8月31日の閣議決定によれば、中央省庁の斡旋や仲介で民間企業に再就職した国家公務員は2003年までの5年間で3,027人にのぼっている。省庁別では、国土交通省の911人をトップに法務省629人、総務省313人、文部科学省261人、財務省251人、農林水産省245人、警察庁127人、防衛庁85人、会計検査院64人、経済産業省46人、人事院29人、公正取引委員会23人、厚生労働省19人、宮内庁17人、内閣府3人、外務省2人、内閣官房・金融庁0人であった。
2004年12月27日、政府は、2003年8月から一年間に退職した中央省庁の課長・企画官以上の国家公務員1268人のうち552人が独立法人・特殊法人・認可法人・公益法人に再就職したと発表した。天下りの温床と批判されることの多いこれらの団体に再就職した比率は43.5%にのぼっていることになる。
天下り構造の解消は国家財政の再建と公正な行政の実現の要になると、国民の関心も高い。天下りを根絶するのに最も単純な方法の一つは、公務員の再就職を一律に禁止することであるが、単純に再就職を禁止することは個人の就業の自由および職業選択の自由を不当に制限し、憲法に違反するもので問題があるという点と、民間企業・特殊法人等からも「官庁を退職した優秀な人材を雇用したい」「官庁に対する必要な情報を得たり、人脈を作りたい」などのニーズがあるので実施は難しい。そのため、特殊法人改革や再就職禁止規定の厳格化、ひいては公務員制度全般の改革など各種政策が検討・実施しているが、名目を変えながら実質的に天下りは存続しているとも指摘されており、また独立行政法人から民間企業へ役員ポストを渡した上で、民間企業へ省庁退職者を受け入れさせるという「天下り隠し」も指摘されている。
また、2009年8月の衆議院議員選挙で、天下りの廃止を唱える民主党が過半数を取り、民主党が政権交代を勝ち取ったが、これを前にして各省庁で駆け込み的に多数の天下りが行われている。9月には、厚労省所管の独立行政法人が天下り先に対して、同省OBの年収額や、その報酬を事業委託費から支払うよう指示していたことが明らかとなった。
2009年に民主党政権は官僚OBの独立行政法人への再就職について9月末に原則禁止を決定した。その一方で、2009年10月に民主党政権は元大蔵次官斎藤次郎を日本郵政社長にする内定人事や2009年11月に人事官に元厚生労働次官の江利川毅を起用したことなどが、「天下り原則禁止に反する」と批判された。民主党政権は「府省庁が退職後の職員を企業、団体などに再就職させること」が天下りであると定義をし、「我々の場合は政治家である大臣による選任であり、天下りに該当しない」と述べ、「元次官の起用が天下りではない」と主張した。しかし、大臣の斡旋は府省庁の斡旋になるので政府見解では法律論は成り立たないという批判や、天下った官僚OBが他の官僚OBを呼び寄せた場合は天下りに該当しないことになるのかという疑問、そして福田康夫元首相が元官僚3人を労働保険審査会や運輸審議会と公害健康被害補償不服審査会の各委員3人に選任した際、2007年11月14日に国会同意人事で天下りを理由に民主党など当時の野党が反対して不同意としたことについて「整合性がない」と指摘された。
2011年7月22日、総務省は国家公務員の天下りとして同一の中央省庁出身の元幹部を独立行政法人、特殊法人、認可法人、特別民間法人および国所管の公益法人が3代連続した役員として受け入れているのは2010年4月1日時点で1285法人、受け入れ人数は1594人と発表した。2009年の公益法人などの5代連続した受け入れは338法人であった。
2012年7月31日の総務省の発表によれば、国家公務員出身の常勤理事がいる504の公益法人に国は2010年度計3347億円支出したが、これら法人の事業の契約の約6割は一者応札・一者応募となっている。
2021年、孫正義は監督官庁への人的賄賂であるとして、ソフトバンクグループでは天下りを受け入れないと表明した。
再就職の制限
国家公務員法では、退職者が、退職以前5年間の地位に関係する民間会社へ再就職することを退職後2年間禁止している。この再就職制限は公務員として知りえた機密情報漏洩を防止するための規定である。そのため、人事院により退職者の再就職が機密漏洩につながらないと判断された場合は、退職後2年経過していなくても、再就職をすることができる。また承認が得られなくても、退職後2年経過したら当時知りえた情報に価値がなくなるとみなされるため、民間企業に再就職できる。
この国家公務員法は2007年6月に成立した改正国家公務員法で、退職後2年間は原則として職務に関わる営利企業に再就職することを禁じた現行の規制を廃止する代わりに、再就職後に出身省庁に対して口利きをすることに対し刑事罰を設けた。

#### 日本たばこ産業関係
財務省認可の社団法人・日本たばこ協会。「未成年の喫煙を防ぐ」目的で作られた成人識別ICカードtaspoにより話題になった。カードの機能を持つタスポを、全国2600万人の喫煙者に普及させ、財務省直轄のタスポ運営会社を作りそこに天下りを送り込んでいることから、週刊ポストなどでは「タスポ導入で財務官僚が天下り1000億円利権の皮算用」との記事も掲載された。
日本たばこ産業。旧・日本専売公社から1985年に民営化され、日本たばこ産業株式会社として設立された。日本たばこ産業株式会社法の下、業務を継承し、国産葉タバコの全量買取契約が義務づけられ、タバコ製造の独占を認められ国内で唯一タバコの製造独占企業として、販売シェアは約60%となっている。株式の50％を国が所有している特殊会社となっていることから準国営企業であるとの批判報道がしんぶん赤旗によって報じられた。前会長の涌井洋治は元大蔵省主計局長であった。

#### 道路公団関係
高速道路整備計画で、1998～2002年度の5年間に契約された10億円以上の工事361件のうち、予定価格に対する実際の契約金額の割合を落札率とすると、落札率99%は25件、98%は227件、97%は75件、94%以下は4件で、ほとんど95%以上である。この異常に高率な落札率の背景には、落札企業に公団幹部の天下りがあると言われている。工事を受注する企業には、発注する側の公団から天下りした者が多い。受注企業のおよそ200社に約300人が天下りしていると推定されている。
建設企業が国土交通省や道路公団のOPを受け入れて工事を受注し利益を上げる、工事の予定や予算を知るために政治献金をする、献金を受け取った政治家が国交省や道路公団に圧力をかける。このような役所・公団から企業へ、企業から政治家へ、政治家から役所・公団へという関係は「政」「官」「財」の「鉄のトライアングル」と呼ばれ、汚職・談合・贈収賄の温床となりやすい。
2005年には、日本道路公団と天下りOBによる官製談合事件が発覚。談合組織「かずら会」が明るみに出て現役の公団副総裁が逮捕され、計12人・26社が起訴された。
道路関係四公団を民営化するための「高速道路株式会社法案」などの概要が決まり、旧公団は六つの新会社に分割され、国の出資率が三分の一以上となるが、一部には天下り先が増えるだけという批判もある。
高速道路料金上限1000円制度もETC使用の乗用車のみで二年間限定であり、これを機にETCを国民に購入させ二年間が終わるとETCの料金的メリットはなくなる予定。幹部には元道路交通局天下り職員、カード会社の幹部が名を連ねている。

#### 国交省関係
航空会社や空港関連の会社、航空関連の業界団体では、国土交通省で航空行政に関わる航空官僚や海上保安庁の高官を受け入れている。日本では航空業界が国主導で整備された経緯があり、現代でも国際路線の開通や維持の交渉には政治力が必要で、官僚とのパイプの維持に必要なため受け入れが続いている。また国からの直接・間接的な支援を受けることもあり、見返りとしてOBを受け入れているという指摘もある。国交省の元事務次官である本田勝が空港施設に対し、OBを受け入れるように人事介入していたことが明らかになっている。航空機部品に関わるメーカーや商社では、大口顧客である航空自衛隊の幹部を受け入れている。

#### 郵政関係
郵政関係の天下りは調達関係を通じて行われる場合などが多かった。しかしながら、郵政事業庁の廃止に伴い、日本郵政公社となり、企業会計および連結会計の導入が行われたことから、調達コストの削減、連結対象会社の効率化、職員福祉団体の統合（郵政弘済会、郵政互助会が合併し郵政福祉を設立）などが進み、現在では天下り先は急激に減少しているとされる。また、郵政民営化により、民営化によって発足する日本郵政グループの子会社になる企業が選別され、郵政事業全体の合理化が進んでいる。

#### 文部科学省関係
所管する学校法人や文教施設のトップが天下りポストとなっている。産経新聞の調査結果によると、2003年（平成15年）9月-2008年（平成20年）12月に文部科学省から天下った本省課長・企画官級以上の幹部職員計162人のうち、3分の1を超える57人が51の学校法人に天下り、東京聖徳学園、佐藤栄学園、藍野学院、玉川学園、聖心女子学院、日本体育会の6法人では、各2人を受け入れていた。
文部科学省文教施設企画部のナンバー2である技術参事官は、庁舎内の参事官室で業者と文部科学省OBの双方から希望を聞き、天下り先を調整する慣習があったという。
2017年1月、同省による組織的な天下り斡旋問題が浮上し、同省事務次官の辞任が決定した。
文教施設関係では国立の美術館や博物館、関連する独立行政法人などに非専門家の官僚が天下っている。東京国立博物館の館長は第13代の稲田清助以降、文部事務次官経験者の指定ポストとなっている。諸外国の美術館館長は学芸員や研究者など専門家が基本であるが、日本では天下りポストとなっていることから自身が理解出来ない学術的な価値よりも、新聞社やテレビ局が持ち込んだ動員数や収益を優先した企画を引き受けるため、学芸員とは衝突しやすいという。

#### 資源・エネルギー関係
東京電力副社長の座は経済産業省高官（事務次官や資源エネルギー庁長官・次長）の退官後の指定席（1962年に石原武夫・元通商産業事務次官が就いて以来。石田徹・資源エネルギー庁長官も2011年1月に顧問として移った。3月の福島第一原子力発電所事故に際して問題となり退任）。

#### 警察関係
警察庁のキャリア警察官は警備会社、生命保険会社、道路関連会社、パチンコ業界や、公営競技の関連団体など、自身の専門と関連が深い企業に天下っている。
自動車関係では企業への天下りはないが、日本道路交通情報センターには警視総監経験者が理事長として代々就任。日本自動車連盟の会長などにも就任している。また多くの都道府県において運転免許証の更新時講習を委託されている交通安全協会は職員の多くが退職警察官である。日本交通安全教育普及協会など交通安全の教育や普及に関わる団体への天下りが慣例化している。

#### 法務・検察関係
法務省大臣官房人事課が各公証役場への配置原案を作り、検事長による打診を経て法務省幹部による面接試験が行われるかたちで、早期退職した検事正らの公証人への天下りが行われている。公証人の年収は2000万円から3000万円で、内規による任期は最大10年とされている。東京都内の公証役場は高収入であるため、2か所以上での検事正経験が求められている。また、横浜地方検察庁検事正や、千葉地方検察庁検事正は特に格が高いものとされ、相応の公証役場が天下り先として提示される。一方検事長以上に昇格した場合は、公証人への天下り斡旋はなされない。
検察官や裁判官は退職後に行政委員会などにおいて、法務関係者として任命されている。例として公害等調整委員会の委員長は高等裁判所長官で退職した者のポストとなっている。民間企業では企業コンプライアンスへの対応として、監査役やコンプライアンス委員に検察官や裁判官を迎え入れるようになった。検事総長クラス（松尾邦弘、原田明夫など）は、トヨタ自動車や住友商事などの大企業が迎え入れている。
防衛省の防衛監察本部の長である防衛監察監は準次官級のポストとされ、防衛省職員ではなく法曹や公認会計士などが想定されていたが、実際には高等検察庁検事長で退職した者のポストとなっている。

#### 防衛関係
防衛省納入業者の多くに防衛省事務官など『背広組』だけでなく、幹部や補給関係に従事していた曹クラスの『制服組』が退職後再就職している。
三菱重工や川崎重工など装備品を開発する大手企業や海外製装備品を仲介する商社が中心であり、天下り先確保のために業者に便宜を図った事例として防衛庁調達実施本部背任事件などが発生している。特にオフィス家具メーカー仲介商社における航空自衛隊の天下りは、天下り貢献度（人数など）に応じて発注配分を決める悪質なもので、航空自衛隊事務用品発注官製談合事件として関係者（航空幕僚長も含む）が処罰された。また防衛施設庁談合事件では防衛施設庁が発注する工事を、有利な条件で天下りを受け入れた業者ほど有利な条件で工事の発注をおこなうため、落札する業者を事前に決定する官製談合が長年にわたり行われていた。
防衛省では幹部クラスの再就職に関し、離職者就職審査分科会により再就職先のチェックと議事録の公開を実施しているが、豊和工業（89式5.56mm小銃を製造）や日油（99式自走155mmりゅう弾砲の発射装薬を製造）に1等陸佐が、護衛艦に使われる弁の製造会社に1等海佐の再就職が異論無く承認されている。
国内企業だけでなく、タレス・グループの日本法人（航法装置や電波高度計を納入）など外資系の日本法人も幹部クラスの退職者を受け入れている。

#### 総務省関係
2016年11月9日のしんぶん赤旗の記事で、2014、15年度の２年間に全国20の政令市だけで業務委任などの多額の負担金を地方公共団体情報システム機構に支払っており、同機構にて常勤の理事4人のうち2人（副理事長、理事）が総務省の出身者で占めていること等が明かされた。
旧郵政省はかんぽ生命保険の掛け金を信託銀行に預けていた関係から、桜井俊を始め総務省の幹部を大手信託銀行が受け入れている。
自治医科大学は自治省行政局（現在の総務省自治行政局）主導により全都道府県が合同出資する形で設立された公設民営大学であるため、天下り先となっている。
NTTなど国のITインフラ事業を受注するITベンダーが、天下りを受け入れている。

#### 厚生労働省関係
2009年、独立行政法人「高齢・障害者雇用支援機構」「雇用・能力開発機構」「労働政策研究・研修機構」にて厚生労働省の元幹部ら6人が嘱託職員として雇用されていた問題をめぐり、長妻昭厚生労働大臣（当時）が3法人の天下りポストの廃止を述べ、天下り規制の対象外とされた嘱託職員を認めぬ方針など示した記事が朝日新聞によって報じられた。
補助金を受給している障害者関連の民間団体などへの天下りも行われており、 1994年12月、精神障害者のうち、統合失調症や気分障害などの者の家族らでつくる精神障害者家族会のかつてあった全国連合組織、財団法人全国精神障害者家族会連合会（全家連）理事長が厚生省（当時）に呼び出され、天下りの受け入れを強要された。最終的に多額の補助金を受けていたハートピアきつれ川（栃木県さくら市）の所長へ天下った。
日本社会事業大学は、厚生省（当時）が国有地に国費で建設した公設民営大学であるため、官僚の天下り先となっている。

#### 農林水産省関係
農林水産省では政府米（ミニマム・アクセス米など）を保管する倉庫業者との契約を結ぶ際、代行業務を天下り先である公益法人全国食糧保管協会に独占させていた。しかし2008年に発覚した事故米不正転売事件による国民の不信を払拭する目的で今後契約しない方針を示した。全国食糧保管協会は一般社団法人へ移行したが、現在でも情報収集を理由に「元公務員」を事務方として雇用すると発表している。政府米を保管する倉庫会社の多くが全国食糧保管協会に加盟しており、天下り先となっている。
2019年、官民ファンドである農林漁業成長産業化支援機構はコスト削減のために昨年度末に空席にした農水省からの「天下り役員ポスト」について、新たに出向者を受け入れることを決めた。農水省の担当者は、「社外取締役から、大株主の国から一人も取締役がいないのは企業統治上問題との指摘があったため」としている。

### 地方公共団体における「天下り」
中央省庁と同様に、地方公務員にも天下りがある。主に幹部クラスの職員の一部が、関連団体や出資法人等をあっせんされ、「理事」や「取締役」等の役員として再就職する。退職勧奨によって早期退職してから再就職するケースと、定年退職後に再就職するケースがある。
関連団体側にとっては「幹部経験者のノウハウの再利用」や「役所との太いパイプ作り」などのメリットが認められるが、やはり「利権化」や「退職金の重複払い」「生え抜き職員との格差」など、中央省庁と同じ問題点を抱えている。
また、東京都の地域助成金などを利用した自治会の防災関連の調達先として消防弘済会などの天下り企業が市価に1割～2.5割上乗せして販売するなど税金を利益として循環している。
2014年9月15日の朝日新聞の報道によると、都府県や政令指定都市から社会福祉法人に対し、239人に及ぶ幹部職員の天下りがあったことが判明している。社会福祉法人が自治体からの補助金の支給対象であることや、福祉事業の委託との絡みが背景にあるとされている。
2022年10月8日付の毎日新聞の報道によると、大阪府が2017年から2022年までの5年間で、通常の手続を踏むことなく、外郭団体の「指定出資法人」の役員への再就職を斡旋していたことが判明した。知事が人選に関与していると見られている。
地方自治体の美術館や博物館の館長が天下りポストとなっている。

### 民間企業における「天下り」
民間企業に対しては普通、天下りという言葉を使用しないが、次のような雇用調整を揶揄して「天下り」と呼ぶ場合がある。
親子関係にあるグループ企業や、元請会社と下請会社の関係にある企業間において、親会社や元請会社の従業員が子会社や下請会社に出向し、子会社や下請が管理職として迎えることがある。このこと自体は以前から行われていることであり、かつては、対象者に子会社・下請で管理職の経験を積ませて、将来親会社に呼び戻すことが行われてきたが、最近ではリストラの一環として行われる場合が多くなっている。この場合、管理職としての資質を持たない人が子会社・下請の要職に配置されることが多くなる。受け入れる子会社にとっては迷惑極まりない事であるが、会社の資本関係や上下関係から親会社の意向に従わざるを得ず、事業への悪影響を避けるため、「部下を持たない管理職」として受け入れざるを得ないなど、業務効率の悪化や無駄な人件費の増大など経営への影響が懸念されている。
また、場合によっては親会社の意向で「部下を持つ管理職」に就いてしまう場合もある。部下の適切な管理や人心掌握といった管理職にある者として基本的なスキルすら持たぬ者や、根性論や企業戦士システムに基づいた前時代的なリーダーシップスキルに固執するといったように時代や社会の変化に対応する柔軟な発想の無い者がそのような管理職に就いた場合、パワーハラスメント等の問題を起こしやすく、職場の士気を下げたり、長年勤続した生え抜きの社員との確執から業務の妨げになる等の問題が出る恐れがある。部下の手柄を横取りしたり、不祥事に対して「私はこの会社のことは全く知らない」などと言って、自分だけは責任を逃れたりするケースも多々ある。
新聞社が株主であることを理由だけで、新聞社の社員が放送局の社長や役員に天下るケースもある。RKB毎日放送の役員等は毎日新聞社からの出向であることがその例である。同局の生え抜き社員が役員になるのはほぼ不可能である。この他にも民放テレビネットワークのキー局幹部社員が系列局の社長や役員に就任する事例もある。
2016年現在FNS系列の仙台放送・テレビ静岡・テレビ新広島社長はいずれもフジテレビ出身者である。
東京証券取引所の建物を管理する平和不動産には東証出身者が社長に就任している。
近年では国家資格の試験であっても実施は財団法人などに委託されているが、実施団体の役員として業種を所管する官庁だけでなく、業界の大手企業の退職者が就任している例がある。例として電気通信設備工事担任者試験を実施するデータ通信協会にはNTT、KDDI、NEC、富士通、東芝など通信関連企業のOBが就任している。電話応対コンクールを実施する日本電信電話ユーザ協会は公益財団法人であるが役員にはNTTグループのOBが就任しており、実質的にNTTの傘下にありNTTの業務に関与しているという指摘がある。

### 自民党政権下における天下りの役割
日本の政官関係の研究においてJ・マーク・ラムザイヤーとフランシス・ローゼンブルースの政党優位論の代表的な著作である『日本政治の経済学－政権政党の合理的選択－』という本では、日本では天下りが官僚統制手段として極めて有効であったという評価もあり、以下、この本による見解 である。なお、この本は、利益誘導型の政治が行われていた1955年から2009年までの自民党政権と官僚の関係における、政党の官僚に対する優位性を分析したものであることに注意を要する。
前提として、日本では官僚が独自性を持ち強大な権力を保持して、行政府が立法府の支配から自由であるという問題が発生していると考えられているが、これは間違いであり、実際にはプリンシパル＝エージェント理論 の観点において、行政府は主導権や裁量権を行使しても、立法府の下位にあるという力関係は変わらないとする。なぜならば、行政府が自立的に法案を作成しているように外見上見えるのは、結局のところ行政府が立法府の暗黙の要求にしたがって立法府の望む法律を立案するので、立法府の横やりが入らないだけだからである。
立法府が行政府を監視する方法として、与党自民党はその一党支配の前提から4つの方法が効率的として採用してきた
1. 立法府の権能としての行政府の立案した法案の否決と行政府の行政指導などを覆す立法能力。
2. 大臣職を立法府が占有することによる、官僚の昇進のコントロール。
3. 選挙民からの陳情・官僚内部の政治家へ転身したい者への支援・省庁間の対立という3種類のルートからの官僚を監視するための情報入手。
4. 天下りというシステムによる官僚の生涯賃金のコントロール。

その4つ目のシステムである天下りは、官僚に対する退官後の収入を担保にした行動制約である。与党の考えと一致しない人間が自分を偽って官僚となり、その上で与党の考えに反した行政運営を行いつつ、一般企業と同様の賃金を得られるとすれば、多くの人にとって官僚は魅力的な職業となる。このような「汚職」を避けるため、天下りが効力を発揮する。日本の官僚が在職期間中に得る賃金は他の職業のそれと比べて低い。エリート官僚には最も高学歴な人々がなるため、それを加味すれば他の職業の賃金よりも高くなるはずにもかかわらずである。基本的に彼らは、全経歴の半分から2/3を占める官僚時代に低い賃金を、そして天下った後の残りの企業時代に高い賃金を得ている。
官僚は与党の意に添うように行動した場合にのみ退官後に有利な職につくことが出来、与党幹部は気に入らない官僚に対し容易に天下り先をなくすくことができる。そのため、官僚は自身の後の利益のため、与党に逆らわないようになる。そして、行政府は官僚を市場賃金以下で働かせ、ヘマをしなかった者に対し、官僚時代の低賃金を補填する職をあっせんするのである。もしこの約束を反故にすれば、行政府は飛躍的に高い賃金で官僚を雇用しなくてはならないので、約束は履行される。
そして、斡旋によって、官僚に対する褒美としての高い給与を政府の支出から除外し民間に負担させる。民間も、行政府とのパイプを求め、その支出の負担を喜んで受け入れる。しかし、利益誘導がなされるため、政府は市場賃金と天下り後の賃金の差を実質的に（元）官僚に支払っていることとなる。民間は、利益誘導分を（元）官僚に還元し、結局のところ、政府は市場賃金を従順な官僚に支払い、官僚は従順であれば、市場賃金を得、民間の利潤はゼロになるであろう。
つまり、天下り（を含むその他の方法）によって与党は官僚を監視し支配しており、そのために天下りは必要なシステムである。その結果、与党は党の政治的目標の実現のための仕事を官僚に任せることができ、事実そうしているのである。
なお、行政学教科書である『行政学』（真渕勝）も「天下りの功罪」において以下のように述べる。
同一条件である同級生の民間企業での賃金と官僚の賃金を比較すると、相対的に官僚の賃金は低いことを読み取ることができる。また、ノンキャリア組とキャリア組の間にも大きな賃金格差があるわけではない。天下りは、このように主観的に低い賃金で、高い忠誠心の確保と激しい労働をこなすことに対する対価という意味を持ち、「遅れて支払われた報酬」（猪木武徳）という性質をもつという主張がある。さらに、高いポストからの天下りが相対的に高い報酬を得ることは、現役官僚にとってのインセンティブになる。一方で特殊法人役員の、知事や市長と比肩する高すぎる退職金に庶民ならずとも反感を持つのはやむを得ず、この主張は次第に説得力を失ってきている。（なお同時に「天下りの功と罪、いずれかが大きいか、即断することは…経験的に検証することも容易でない。」としている。）

### 民主党政権下における天下り
民主党は連合傘下自治労・官公労・日教組など公務員労組を 集票団体としている。そのため2013年には地方交付税削減に伴う公務員の給与削減に支持母体のために猛反発して反対している。
民主党は2007年の第21回参議院議員通常選挙によるねじれ国会を利用して公務員による天下り対策の再就職監視委員会委員の同意人事に反対した。その上、 政権獲得後も、天下り対策のための委員人事を行わなかったため、再就職監視委員会は組織としてあるが委員が任命されていないため休業状態にされた 。野田政権の末期に委員を任命したが高橋洋一は「時、既に遅し」と批判している。さらに民主党政権は『民間出向(現役出向)』という30歳前後の若手職員を民間企業に一時的に働かせて、民間感覚を養う制度の対象を定点退職間際の50歳以上の人に拡大させた。高橋は民主党政権では天下り数が激減したのに、その後(自公政権のせいで)増加したと反駁するのに対して『現役公務員が民間企業に出向』してる間は統計上「再就職」したわけではなく「出向」として一時的に統計では天下りの数は減るのは当然だと批判した。さらに実質的には公務員の天下りをさせた後「出向」していた公務員が定年として退職後に「再就職」に切り替わった結果として天下りの数が再び統計で増加したとして民主党政権は天下り問題を単なる先送りして放置しただけと指摘した。

### 民間が要請する天下り
天下りには受け入れ側にとっても官公庁との人脈作りや入札などの情報収集、退職した官僚の技術や見識の取り込みなどメリットが多く、結果として天下りが再就職のためのシステムとして固定化される要員の一つとなっている。
生命保険会社では刑事や公安の情報収集力や人脈を必要としており、多くの企業が警察局長クラスを受け入れている。
日本では武器輸出が非常に困難であり、国内における防衛産業の顧客は自衛隊以外には海上保安庁向けに僅かな需要が存在するだけで、その商品の善し悪しが解るのも装備品の運用に関わった自衛官だけである。また官僚でなくても元々自衛官は定年が若く、その人材を防衛産業が長年受け入れてきた実情がある。
文部科学省天下り問題では、大学側も設置に関わる認可や予算配分についての情報を得るために文科省から退職者を受け入れるシステムが構築されていた。
防衛省は定年前だが昇進によりデスクワークが増えて操縦時間が減った40代のパイロットを斡旋する『自衛隊操縦士の民間における活用（割愛）』を行っている。これは名目上のポストではなく事業用操縦士の資格と経験が要求されるが自社養成が難しい中小の航空会社や、高い技能が要求されるテストパイロットを必要とする航空機メーカーと自衛隊員の削減による人件費抑制を狙う防衛省の思惑が一致した制度である。防衛関係の天下り問題が取りざたされた2009年に天下りとの指摘を受け自粛していた。しかし格安航空会社の登場で世界的にパイロットが不足してきたことや天下り問題の報道が沈静化したことに伴い2015年から制度を復活した。世界的に軍のパイロットが航空会社や民間軍事会社に移籍することが問題視されているが、これは税金で養成されたにもかかわらず若いうちに民間へ転身することで、結果的に税金が浪費されることに対してであり、定年退官や昇進で操縦の機会が少ないベテランが自主退職し民間へ再就職する例は一般的である。多くの国ではパイロットや医官など養成に多額の税金がかかる職種には再就職に制限が設けられているが、社会情勢の変化により不足が深刻化した場合は救済措置として条件を緩和するなど、一種の調整弁としても利用されている。

### 解決策
公務員の定年は60歳であり、定年退職した公務員を含めて退職者のほとんどは再就職を希望している。背景には65歳の年金支給まで5年間の無給期間がある事が問題だとされていて、定年後に１年以内の任期で65歳まで更新を繰り返すパートタイムである再任用では収入では年金を含めて半減以下になることや再任用者の能力を活用出来る職務を必要数だけ用意することから解決策として難しい。そのため、天下りを含めた公務員の再就職問題の解決策として、65歳まで定年延長することが再任用で働いている職員から提案されている。

### 慣用表現
「神（学術的事実）が地上（科学者）に降り立つ」「権威（科学者）が民間（学習者）に一方的に授ける」というイメージの類推から、数学や物理学の議論で、一見すると議論とは無関係な数式や概念・結論を説明なしで突然に導入することを、「天下り的」「天下り式」と呼ぶことがある。

## 韓国
韓国では天下りが慣例化しており、2015年には大手企業の新役員のうち40%は天下りとされる。韓国では官僚が民間に下ることを落下傘での降下に例え「落下傘人事」と呼んでいる。2018年には文在寅政権における親文派の公共機関長・監事への天下り数は発足1年2カ月間で131人で、批判していたはずの前政権の朴槿恵政権下における親朴派の天下り数86人を超えていたことが判明している。野党になった自由韓国党側は文在寅大統領や当時野党だった新政治民主連合(共に民主党)が『適材適所の人事』を大統領公約していたことや親李派・親朴派は弊害と主張していた過去から、「親文派の天下りは適材適所なのか」と批判している。
朝鮮日報は天下り先の機関に関する経歴がない人物が多数天下りしているため、「キャンプ（大統領選挙運動本部）・コード（code＝指針、同じ考え方）・共に民主党」の韓国語をかけてキャムコーダー（ビデオカメラを意味するカムコーダーとかけている）と呼ばれていると報じている。共に民主党は2017年に天下りしたい公共機関人事先を調査するテキストメッセージを送信していたことが発覚しているため、漢城大学のイ・チャンウォン教授は「韓国政治の現実上、天下りはある程度は避けられないが、少なくとも専門性ぐらいは考慮する必要がある」と批判している。

## アメリカ
アメリカではあくまで官僚人事は政治家の裁量であるとし、上記の問題が発生することを承知で猟官制をとっているため日本的な天下りは存在しないが、猟官制に関わる問題に加え、高級官僚や退役した軍の高官が関連団体において実権のあるポストにつき、影響力を行使するという問題が指摘されている。特に、一度退職し民間企業や業界団体へ転身した官僚がロビー活動で現役時代の人脈や影響力を行使したり、政府の諮問委員会や有識者会議などで『民間の有識者』として再び政治的決定に関与することで、業界が望むように規制当局に圧力をかける行為である。さらに『業績』を残した者は恩恵を受ける企業の重役として迎えられ、再び政治に関与している。
政界へ再転出した例としてドナルド・トランプ政権では、パトリック・シャナハン国防長官代行がボーイング、マーク・エスパー国防長官がレイセオンといった軍産複合体出身者で固められ、出身企業への利益誘導につながりかねないとして国防省が調査、議会が問題視したことがある。
この官民を行き来する姿は回転ドアを何度もくぐる様子に似ているため「リボルビング・ドア」と呼ばれ、アメリカで日本の天下りが説明される際、引き合いに出される。リボルビング・ドアに関わらない高級官僚は、知見を生かし大学の教員やシンクタンクの研究員など学者となる、人脈を生かしてコンサルタントなどに転職、政界とのつながりを生かして政治家に立候補する。

## イギリス
イギリスでは上級官僚の再就職について『 Business Appointments (ACOBA)』と呼ばれる諮問委員会が監督を行っているが、諮問と情報公開のみにとどまり法的拘束力はない。資格任用制であるが日本のような天下りではなく、転身した官僚が業界団体のロビー活動を行う等、アメリカのようなリボルビング・ドアである。